# Ali at-Tarhuni
Ali Abd as-Salam at-Tarhuni, arab. ‏علي عبد السلام الترهوني‎ (ur. w 1951 w Al-Mardż) – libijski ekonomista i polityk, pełniący obowiązki premiera Libii od 23 października do 24 listopada 2011. 

## Życiorys
W 1973 uzyskał licencjat na Uniwersytecie Libijskim. Z powodu angażowania się w działalność opozycyjną został zmuszony do opuszczenia kraju. Osiadł w USA, gdzie kontynuował studia ekonomiczne na Michigan State University. W 1978 otrzymał tytuł magistra, w 1983 zaś został doktorem. Pracował na University of Washington (assistant professor, 1984–1985), w 1985 przeniósł się na Washington University in St. Louis.
23 marca 2011 mianowany ministrem finansów i ropy w rządzie mającej siedzibę w Bengazi Narodowej Rady Tymczasowej. Pełnił to stanowisko do 22 listopada 2011. W okresie od 2 do 23 października 2011 był wicepremierem rządu Narodowej Rady Tymczasowej. 
23 października 2011, w dniu oficjalnej deklaracji zakończenia działań wojskowych w Libii, przejął obowiązki premiera po rezygnacji ze stanowiska przez Mahmuda Dżibrila. Pełnił je do 24 listopada 2011, gdy zaprzysiężony został rząd premiera Abd ar-Rahima al-Kiba. 
Żonaty z prawniczką Mary Li.